# Gordon Holmes MacMillan
Sir Gordon Holmes Alexander MacMillan di MacMillan e Knap (Bangalore, 7 gennaio 1897 – Renfrewshire, 21 gennaio 1986) è stato un generale scozzese.

## Biografia
Era il figlio di Dugald MacMillan, un proprietario di una piantagione di caffè. Tuttavia, quando aveva 3 anni, i suoi genitori, entrambi di origine scozzese, ha deciso di tornare in Gran Bretagna. Frequentò la St. Edmund's School, Canterbury e il Royal Military College di Sandhurst.

## Carriera

### Prima guerra mondiale
MacMillan entrò nel 3º Battaglione dell'Argyll e Sutherland Highlanders, di stanza nei pressi di Edimburgo, nell'agosto 1915. Si unì al 2º Battaglione Argyll e Sutherland Highlanders, sul fronte nord-orientale francese, nell'aprile 1916, e subito fu coinvolto in feroce guerra di trincea a Brickstacks. In seguito prese parte alle battaglie della Somme e Passchendaele, a Cuinchy, Bazentin-le-Petit, High Wood, Mametz Wood, Arras, Le Cateau e Selle.
Mentre era ancora sottotenente, è stato nominato in qualità di aiutante del battaglione nel novembre 1916. È stato promosso a tenente nel mese di aprile 1917 e formalmente confermato come aiutante nel giugno 1917.

### Tra le due guerre
Dopo la guerra, MacMillan rimase nell'esercito, continuando a servire come aiutante fino al dicembre 1920, quando il battaglione era di stanza in Irlanda durante il Conflitto nordirlandese. Nel 1924 venne promosso a capitano. Nel 1930 entrò a far parte dello staff del Ministero della Guerra. Comandò la Guardia per la Famiglia Reale a Balmoral. Il suo successivo incarico, nel 1935, era istruttore presso il Royal Military College di Kingston, in Canada, dove lavorò per 2 anni prima di ricongiungersi al suo reggimento e poi tornare al Ministero della Guerra. Allo scoppio della guerra nel 1939, era stato promosso a maggiore.

### Seconda guerra mondiale
Nel mese di aprile 1940, MacMillan è stato nominato tenente colonnello del 55ª divisione. La divisione era tra i diversi responsabili della difesa costiera e per coinvolgere gli sbarchi nell'aria del nemico. Nel maggio dell'anno seguente, ha preso il comando della 199° (Lancaster) brigata ed è stato promosso a generale di brigata. Nel dicembre 1941 è stato scelto per essere Brigadier General Staff nel quartier generale del 9 Corps, impegnato nella preparazione per l'invasione del Nord Africa.
Nel mese di giugno 1943, gli venne dato il comando della 152ª brigata di fanteria. Appena 19 giorni dopo la sua nomina ha condotto la brigata nello sbarco in Sicilia nella baia di Portopalo, il 10 luglio.
Al ritorno nel Regno Unito, a MacMillan venne affidato il comando della 15ª divisione di fanteria, con il grado di maggiore generale.
Comandò la 49ª divisione di fanteria e del 51ª divisione, impegnata in una serie di dure battaglie fino alla resa tedesca, l'8 maggio 1945. MacMillan portò le sue truppe in parata per la vittoria a Bremerhaven il 12 maggio.

### Dopoguerra
Non appena conclusa la guerra, MacMillan è stato nominato Direttore delle armi e dello sviluppo dello Stato Maggiore. Venne anche nominato colonnello nell'ottobre 1945. Il 13 febbraio 1947, MacMillan ha assunto funzioni di responsabile del comando generale delle Truppe britanniche in Palestina e Transgiordania e, mentre lì, è stato promosso a tenente generale.
Nel gennaio 1949 è stato nominato Generale responsabile del comando di Scozia e Governatore del Castello di Edimburgo. Dal 1952 fino al 1955, MacMillan è stato Governatore di Gibilterra e promosso al grado di generale.

## Matrimonio
Sposò, il 10 agosto 1929 a Ballywalter, Marian Blakiston-Houston (26 novembre 1905-29 aprile 1991), figlia di Richard Blakiston-Houston. Ebbero cinque figli:
- George Gordon MacMillan (20 giugno 1930), sposò Cecilia Jane Spurgin, ebbero tre figli;
- John Richard Alexander MacMillan (8 febbraio 1932), sposò Belinda Webb, ebbero tre figli;
- Elizabeth Judy MacMillan (7 agosto 1935), sposò John Robin Hutton, ebbero due figli;
- David MacMillan (15 gennaio 1939), sposò Liv Senstad Anderson, ebbero due figli;
- Andrew Allardice MacMillan (26 settembre 1942), sposò Roberta Becher, ebbero due figli.

## Morte
Dal 1955 MacMillan visse a Finlaystone. Nello stesso anno venne nominato vice tenente per la Contea di Renfrew.
Morì in un incidente stradale il 21 gennaio 1986. Fu sepolto nel Newington Cemetery a Edimburgo.